# Пародия великолепная
Паро́дия великоле́пная, или Эриокактус великоле́пный (лат. Parodia magnifica, или Eriocactus magnificus) — кактус из рода Пародия, выделяется некоторыми систематиками в род Эриокактус.

## Описание

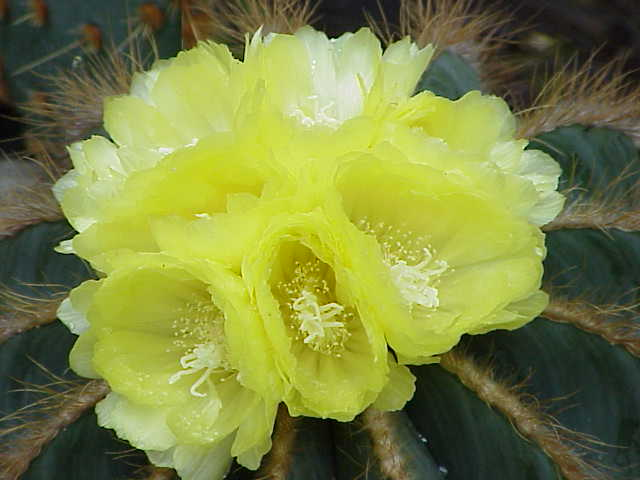

Стебель цилиндрический, голубовато-зелёный, до 15 см высотой; формирует группу около 30 см шириной . Рёбер более 10, они острые, невысокие. На рёбрах расположены продолговатые белоопушённые ареолы.
Радиальных колючек 12-15, они тонкие, золотистые, до 1 см длиной.
Цветки до 5 см в диаметре, сернисто-жёлтые.

## Распространение
Эндемик бразильского штата Риу-Гранди-ду-Сул.

## Синонимы
- Eriocactus magnificus
- Notocactus mignificus